# Futaie

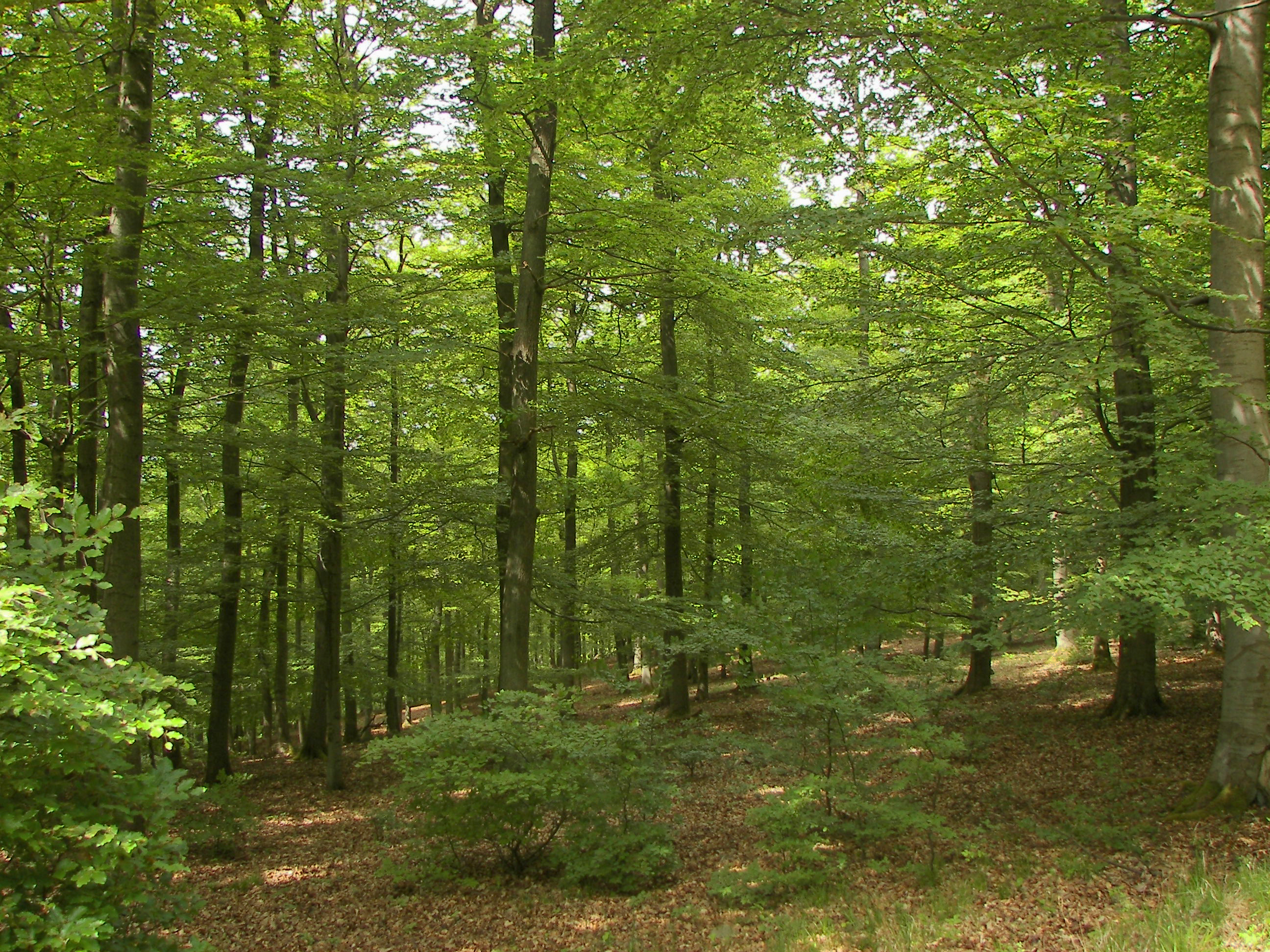
Futaie de hêtre (hêtraie), Allemagne.

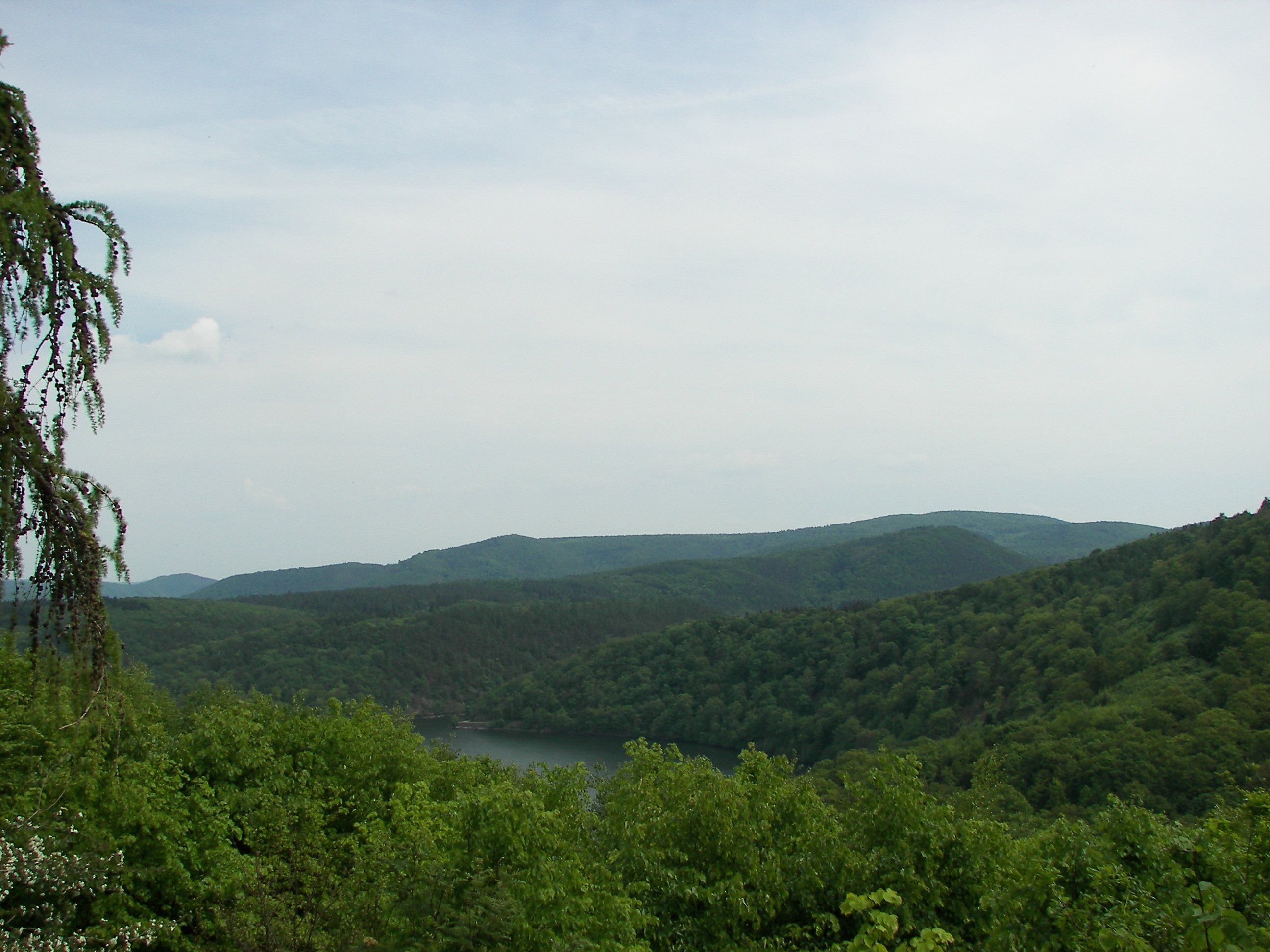
Aspect de la canopée de cette même futaie (vue du Ringsberg vers le Sud-Est, Hesse, Allemagne).

Une futaie est un bois ou une forêt composée de grands arbres adultes issus de semis. Son opposé est le régime de taillis, dont les arbres sont issus de régénération végétative.
Les futaies peuvent être naturelles ou être gérées par l'homme. Plusieurs modes de gestion en ont été développés.

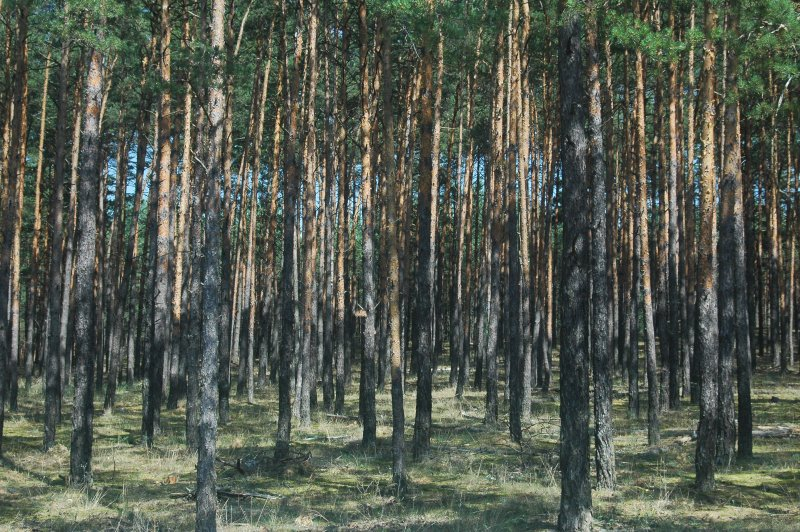
Futaie régulière, équienne (même classe d'âge) et ici monospécifique.

## Étymologie
Le mot futaie vient de fût qui désigne le tronc de l'arbre, et non de fou, fouteau (le hêtre). En vieux français, le mot s'est aussi écrit « fustoies » et « Fustayes ».
Le Dictionnaire de l'Académie française, quatrième édition de 1762, donne pour futaie la définition d'un bois ou d'une forêt composée de grands arbres ; une haute futaie est un bois de grands chênes, de grands hêtres et qui n'est pas réglée en coupe ordinaire, comme les bois taillis. Le Dictionnaire de l'Académie française, sixième édition de 1835, ajoute le sapin. Selon le Dictionnaire de la langue française (Littré) de 1873, futaie désigne un bois ou une forêt de grands arbres : un bois de quarante ans se nomme futaie sur taillis ; entre quarante et soixante, demi-futaie ; entre soixante et cent vingt, jeune haute futaie ; de cent vingt à deux cent, haute futaie ; au-delà de deux cents ans, haute futaie sur le retour ; d'autres disent : jeune futaie, depuis 80 ans jusqu'à 120 et haute futaie depuis cet âge jusqu'au dépérissement qu'on désigne par le mot de vieille futaie.

## Types de futaies

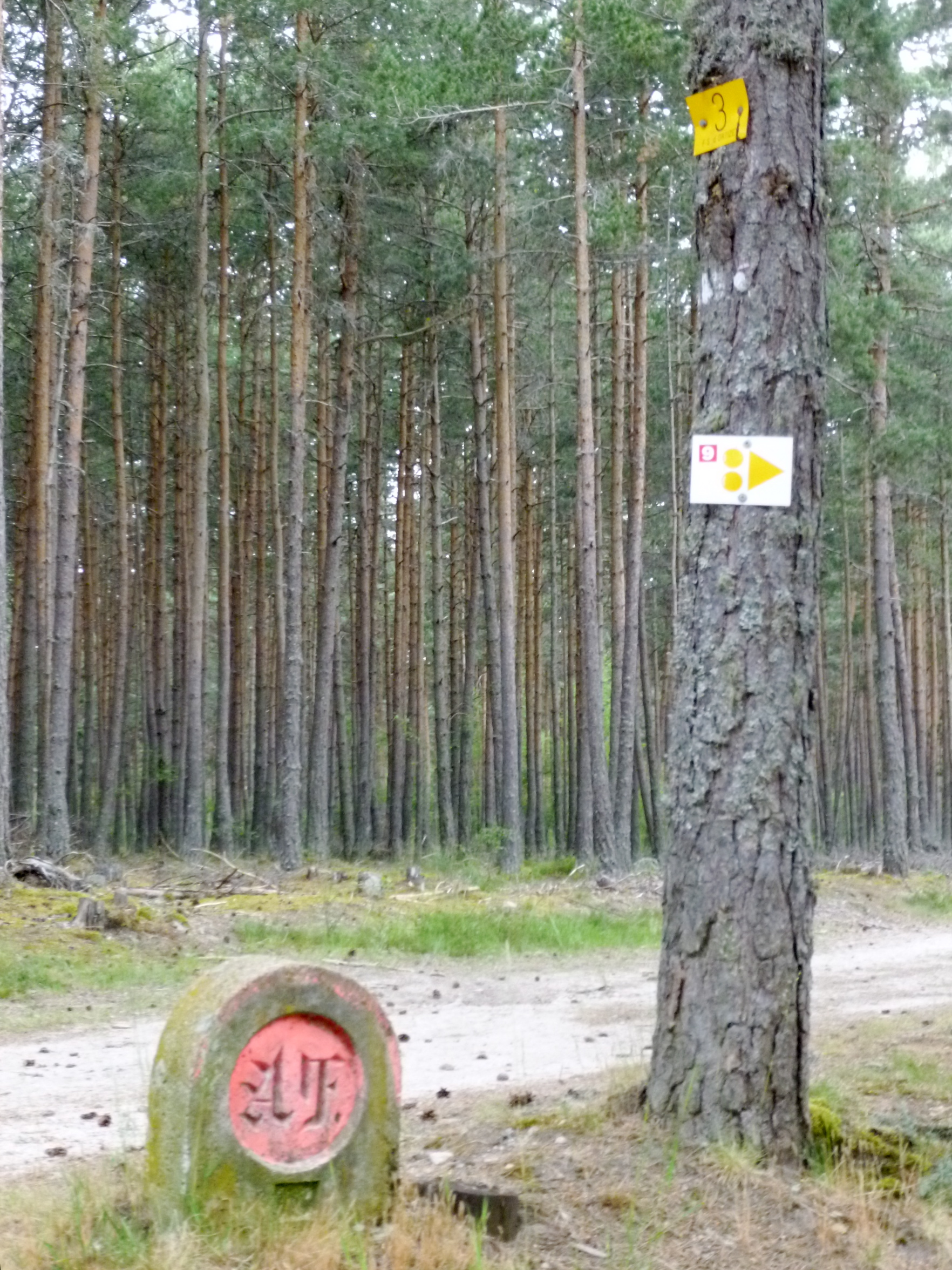
Futaie régulière de pins.

Dans les forêts cultivées ou exploitées on distingue habituellement :
- la futaie équienne ou régulière (arbres d'une même classe d'âge), éventuellement monospécifique (une seule essence d'arbre).
- la futaie irrégulière (plusieurs classes d'âge). Il en existe plusieurs sortes dont la futaie jardinée.

## Futaie régulière
Une futaie est dite régulière si, à l'échelle de la parcelle, tous les arbres des essences principales sont d'âge proche.  
Les arbres des peuplements équiens peuvent être issus de plantation, ou de régénération naturelle. Ils sont souvent de la même essence (dans ce cas, le peuplement est qualifié de « monospécifique »), mais pas toujours.  
La futaie régulière passe successivement par plusieurs stades : celui de semis, de fourré, de gaulis, de perchis et enfin celui de futaie. La limite des stades, ainsi que leur nom, varie selon les hauteurs. À chaque stade correspond un certain nombre d'opérations sylvicoles : par exemple, le dépressage se fera pendant le fourré, tandis que les coupes d'éclaircie se font pendant le stade de futaie.   
À la fin de chaque cycle, l'ensemble du peuplement est coupé, soit directement dans son entier, soit par le biais de coupes progressives réparties dans le temps.
Les savoir et savoir-faire de la futaie régulière de chênes sont classés à l'inventaire du patrimoine culturel immatériel en France depuis 2022. 

## Futaie irrégulière
La futaie irrégulière est un système d'aménagement inéquienne : dans ce cas, la forêt est divisée en peuplements forestiers où il y a plusieurs classes d'âge. On peut décrire un peuplement de futaie irrégulière comme une juxtaposition de micro-peuplements d'âges et/ou de compositions différents, pas nécessairement équilibrés. Chaque micro-peuplement peut avoir une composition monospécifique ou mélangée, et avoir une structure verticale à un, deux ou plusieurs étages.
Le régime de la futaie irrégulière vise à maintenir le caractère hétérogène des peuplements forestiers. On évite donc les interventions qui tendent à homogénéiser la structure des peuplements, comme les interventions de récolte et de régénération sur de grandes superficies.
L'un des avantages de la futaie irrégulière sur la futaie régulière est qu'en l'absence de coupe rase, la parcelle n'est jamais mise à nu, ce qui permet à la forêt de remplir efficacement certaines de ses fonctions, comme la protection des sols contre les érosions ou la protection contre les avalanches.

## Futaie jardinée
La futaie jardinée est un cas particulier de la futaie irrégulière, où le but est d'obtenir une structure d'âge qui assure une production régulière et continue de biens et de services.  
On cherche alors à produire une forêt avec un mélange intime d'arbres d'âges différents, avec une ouverture suffisante du couvert pour assurer une régénération et une promotion constante des arbres. 
On cherche aussi à contrôler le nombre d'individus par classe d'âge de manière à assurer une production continue d'arbres matures à long terme. Elle comporte, sur une étendue minimale, l'ensemble des états de développement. Régulièrement les arbres ayant atteint un diamètre objectif (fonction de leur état sanitaire et de leur qualité) sont récoltés. On y trouve donc des arbres de tous âges au sein d'un même peuplement. Ultimement le peuplement atteint un état d'équilibre, où le nombre d'arbres est stable, le nombre de tiges récoltées et mortes de manière naturelle étant égal au nombre de nouveaux semis établis.
Ce système de gestion permet d'obtenir des revenus réguliers par des récoltes périodiques et progressives, en optimisant le potentiel de chaque arbre. Il est particulièrement adapté aux essences d'ombre, comme le Hêtre ou le Sapin blanc. Son application aux futaies d'essence de lumière, comme le Chêne, est plus controversée mais pourrait être possible[réf. nécessaire].
L'atteinte et le maintien de l'état d'équilibre de la futaie jardinée requiert des interventions légères, régulières et fréquentes. Il s'agit donc d'un mode de gestion intensive, qui nécessite un suivi constant et une certaine habileté technique.

## Histoire
Au XIIe et XIIIe siècles, les toitures gothiques très pentues utilisent d'importantes quantités de bois de brin longs et fins de chênes. Ce type de gabarit évoque des futaies denses et des exploitations sylvicoles entretenues, très éloignées de l'idée du grand défrichement moyenâgeux qu'a entretenu l'histoire ; le gabarit et jeunesse des bois utilisés évoque une régénération naturelle par semis et sur le principe des éclaircies, plus probablement un régime de taillis.
Au XVe siècle, les futaies sont de plus en plus gérées par des marchands de bois animés par une logique commerciale spéculative et de profit à court terme. Se généralise le prélèvement par furetage, qui profite à l’adjudicataire qui va sélectionner les meilleurs bois, laissant une forêt dégradée et éclaircie. Les ordonnances condamnant le furetage se multiplient au XVIe siècle. Les futaies régressent au profit du taillis sous futaie qui tente de concilier les besoins en construction, charbon de bois et bois de chauffe. 
Des méthodes coutumières, datant pour la plupart du XVIe siècle imposent le maintien de 16 baliveaux par arpent dans les coupes, le maintien d'un quart en réserve de futaie dans les bois royaux et ecclésiastiques et la coupe du taillis à 10 ans minimum.
L'ordonnance de 1669 rédigée sous l’impulsion de Colbert ne parvient pas à corriger le tir d'une forêt qui se dégrade. L'ordonnance de 1669, rédigée par des forestiers originaires du Bassin parisien, ne prescrit qu'un seul et même aménagement pour toutes les forêts du Royaume ; la futaie était restée l'idéal à atteindre dans une forêt bien aménagée. Elle ne faisait que reprendre et systématiser les méthodes coutumières.
La futaie est selon le législateur un bien immeuble ; le taillis un bien meuble ; ou la futaie est un produit lorsque le taillis est un fruit, de cette manière l'usufruitier ne peut toucher aux arbres de haute futaie. Les arbres de hautes futaies, représentent un capital et sont par conséquent considérés comme des produits.
Fin XVIIIe siècle, la futaie n'est plus considérée par la plupart comme le seul idéal ; le taillis et le taillis sous futaie prennent de plus en plus d'extension « à cause des besoins économiques irrépressibles, sans doute, mais aussi par suite d'une campagne organisée d'un certain nombre d'hommes de science et de forestiers ». 
Il existe une cause générale et permanente de la destruction des bois et surtout des bois de futaie : presque toujours les terres donnent plus un grand revenu quand elles rapportent des récoltes annuelles que lorsqu'elles sont recouvertes d'arbres qui se coupent à des époques plus moins éloignées. Peu de propriétaires ignorent que longtemps avant que les arbres soient parvenus à toute leur taille, ils cessent d'acquérir une augmentation annuelle de volume suffisante pour dédommager de la perte de l'intérêt que produirait l'argent qu'on aurait obtenu de leur coupe. Les bois parvenus à 50 ou 60 ans et même avant cette époque sont condamnés à être abattus par l'intérêt des propriétaires. 
Milieu XIXe siècle, beaucoup de taillis en France sont aménagés dans l'intérêt des nombreuses usines à fer et les verreries de la Marne, de la Haute-Marne, de l'Yonne et de la Côte d'Or. Les particuliers détruisant leurs futaies les remplacent par des taillis de 6 à 9 ans, quand ils ne défrichent pas tout de suite ; mais, les souches étant usées après quelques exploitations,  les propriétaires préfèrent défricher que de repeupler en bois ; la plupart des forêts sont dans un état de délabrement avancé. Il n'y a que l’État, éventuellement les communes et quelques riches propriétaires qui puissent entretenir des hautes futaies, exploiter des forêts de manière à élever des arbres de dimensions assez fortes pour les grandes constructions civiles et navales. Les forêts les plus aptes à fournir les bois de marine sont les forêts royales ou les forêts d’État, les seules dans lesquelles on puisse exploiter d’une manière régulière, adopter les révolutions assez longues pour fournir à la marine des bois de fortes dimensions,.
L’abandon du charbon de bois dans l’industrie, la création de l’École forestière de Nancy en 1824 et le Code forestier de 1827 vont voir les hautes futaies reconquérir lentement le territoire français,. Le XXe siècle est celui de la régénération de la futaie, à partir des taillis et taillis sous futaie surexploités, par balivage, régénération naturelle ou plantation.

## Symbolique
En France, l'aristocratie qui a précédé la Révolution, sur les pas des seigneurs médiévaux, a fait de la futaie le « symbole de sa richesse et de son pouvoir, de la supériorité de son ordre mais aussi de la grandeur et de la longévité de sa famille ». Face au stéréotype du paysan destructeur, la noblesse se posait toujours comme un ordre protecteur de la forêt. Les frustres destructeurs (les révolutionnaires), les bourgeois aussi qui, lors de l’aliénation des biens nationaux s'étaient portés acquéreurs de massifs forestiers, ne pouvaient, dans le nouvel élan productiviste (le développement de l'agriculture) qui suivit la révolution, que porter atteinte à l'ordre de l'Ancien-Régime.
Les lendemains de la Révolution française vont voir se développer le Romantisme, à travers lui la redécouverte du Moyen-Âge qui avait mis le bois à l'honneur comme jamais.
La futaie (ou Hochwald en allemand) n'avait pas, pour les Allemands, la symbolique de l'Ancien Régime comme en France, le libéralisme allemand était généralement loin de lui être hostile. Ce n'est qu'ainsi que la forêt a pu devenir le sanctuaire du nouveau nationalisme allemand. L'alliance entre le romantisme forestier et la foresterie était véhiculée de manière plus éthérée que rationnelle et reposait en partie sur des malentendus ; parce que les romantiques rêvaient de la forêt naturelle vierge, dont les réformateurs forestiers ne voulaient tout simplement pas.
Depuis juin 2022, les « savoirs et savoir-faire de la futaie régulière de chêne » sont inscrits à l'inventaire du patrimoine culturel immatériel en France,.